# Maggie Gyllenhaal
Margalit Ruth Gyllenhaal, detta Maggie (New York, 16 novembre 1977), è un'attrice, regista, sceneggiatrice e produttrice cinematografica statunitense.
Membro della famiglia Gyllenhaal, ha esordito sul grande schermo in alcuni film diretti dal padre Stephen, ottenendo un ruolo secondario nel film cult Donnie Darko accanto al fratello Jake. Nel 2002 ottiene le lodi grazie alla sua interpretazione nel film Secretary, per il quale riceve la sua prima candidatura al Golden Globe per la miglior attrice in un film commedia o musicale. Ha recitato in diversi film di successo come World Trade Center e Il cavaliere oscuro di Christopher Nolan, dedicandosi anche al teatro e alla televisione. Impegnata attivista, è coinvolta in campagne a sostegno dei diritti umani e contro la povertà. Ha ricevuto una seconda e terza nomination ai Golden Globe per il film SherryBaby e per la serie televisiva The Deuce - La via del porno. Nel 2010 ha ricevuto una candidatura al Premio Oscar nella sezione miglior attrice non protagonista per la sua interpretazione in Crazy Heart. 
Nel 2015 vince il Golden Globe Golden Globe per la miglior attrice in una mini-serie o film tv per The Honourable Woman. Nel 2021 debutta alla regia con il film La figlia oscura, per il quale vince il Premio Osella per la migliore sceneggiatura alla Mostra del cinema di Venezia e ha ricevuto la sua quinta candidatura al Golden Globe, la prima nella sezione miglior regista. Per il medesimo film ha vinto il Directors Guild of America Awards come miglior regista esordiente, ed è stata candidata per il suo lavoro di sceneggiatura ai Writers Guild of America Awards, al Critics Choice Award, al Premio BAFTA e all’Oscar alla migliore sceneggiatura non originale.

## Biografia
Nasce a New York, figlia del regista Stephen Gyllenhaal e della sceneggiatrice Naomi Foner, è la sorella dell'attore Jake Gyllenhaal. La sua famiglia discende dalla famiglia nobile svedese dei Gyllenhaal e l'ex marito della madre è lo storico statunitense Eric Foner; i suoi genitori divorziarono nel 2009.
Cresce a Los Angeles e studia alla Harvard–Westlake prep school, dove si diploma nel 1995. Si trasferisce a New York per frequentare la Columbia University e si laurea nel 1999 in letteratura e religioni orientali. Dopo aver studiato alla Royal Academy of Dramatic Art a Londra, lavora come cameriera in un ristorante nel Massachusetts.

## Carriera

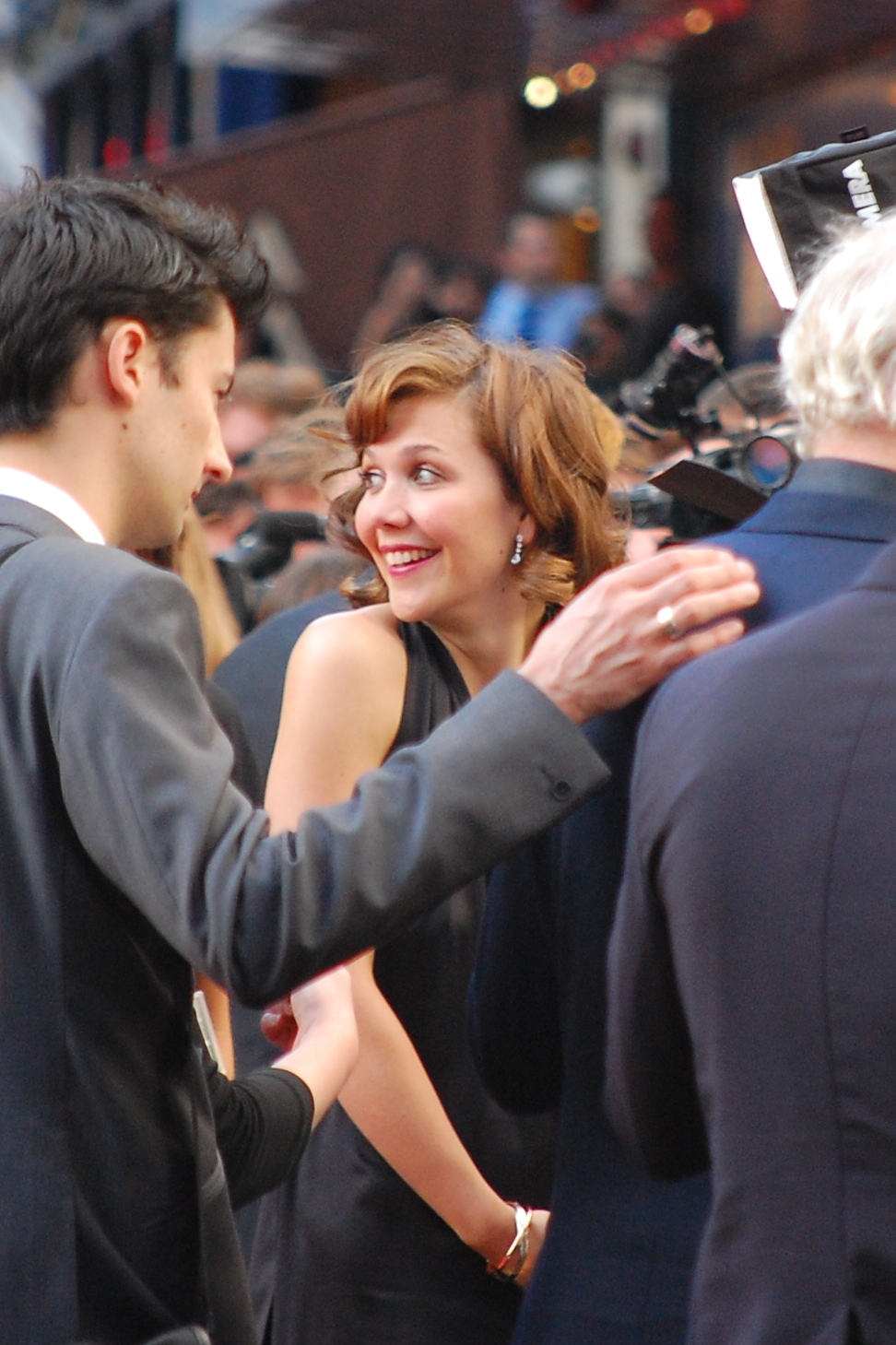
Maggie Gyllenhaal alla prima di Il cavaliere oscuro (2008)

Esordisce all'età di 15 anni nel film Waterland - Memorie d'amore e continua ad apparire, sia nel 1993 in Dangerous Woman - Una donna pericolosa, sia nel 1998 in Homegrown - I piantasoldi, in film diretti dal padre, nei quali compare anche il fratello Jake. I due fratelli appaiono anche in due episodi del programma di cucina italiana Molto Mario a fianco della madre. Dopo il diploma, interpreta ruoli secondari in film come A morte Hollywood e I ragazzi della mia vita. Nel 2001 interpreta la sorella del suo reale fratello, Jake Gyllenhaal, in Donnie Darko.
Nel 2000, esordisce a teatro in Closer di Patrick Marber al Berkeley Repertory Theatre e riceve delle recensioni positive. Recita anche in La tempesta, Antonio e Cleopatra, The Butterfly Project, e A porte chiuse.
Nel 2002 è protagonista nella commedia Secretary e questo ruolo le porta numerosi riconoscimenti tra cui una nomination ai Golden Globe, oltre a varie critiche positive dal New York Times e dal San Francisco Chronicle. Nonostante fosse titubante nell'accettare il ruolo per il presunto messaggio anti-femminista presente, dopo aver discusso con il regista Steven Shainberg, decide di accettare la parte.
Nello stesso anno, recita una piccola parte nel film Il ladro di orchidee e partecipa alle riprese di Confessioni di una mente pericolosa a fianco di Sam Rockwell, Drew Barrymore, George Clooney e Julia Roberts, pellicola che guadagna 33 milioni di dollari in tutto il mondo. Nel 2003, recita di nuovo a fianco di Julia Roberts in Mona Lisa Smile nel ruolo di Giselle e nei film indipendenti Casa de los babys e Criminal. Nel 2004 entra a far parte della Academy of Motion Picture Arts and Sciences e interpreta una studentessa americana in Cina sospettata di terrorismo nel tv-film diretto da Sidney Lumet per la HBO Strip Search in cui recita per metà film completamente nuda.
Sempre nel 2004, riprende la sua carriera teatrale e recita a Los Angeles in Homebody/Kabul di Tony Kushner nel ruolo della figlia di Homebody. Considerata una sex symbol, viene inserita nella classifica "Hot 100 List" della rivista Maxim del 2004-05.
Nel 2005 recita in Happy Endings nel ruolo di una cantante che seduce contemporaneamente un giovane musicista gay, interpretato da Jason Ritter, e il suo ricco padre, interpretato da Tom Arnold. Per l'occasione, registra alcune canzoni inserite nella colonna sonora.
Nel 2006, in Uomini & donne, recita a fianco di Julianne Moore, David Duchovny e Billy Crudup e interpreta Elaine, una ragazza che, fidanzata da sette anni con Tobey, decide che è arrivato il momento di sistemarsi e di creare una famiglia. La sua performance in Vero come la finzione, nei panni dell'interesse amoroso di Harold Crick, interpretato da Will Ferrell, le fa guadagnare recensioni positive e Mike Straka, di Fox News, scrive: "La Gyllenhaal non è mai stata così sexy e la sua intesa con Ferrell la farà concorrere per molti film di prima fascia, lasciando senza dubbio alle spalle i suoi giorni da indie". Nel film di Oliver Stone World Trade Center, basato sugli attacchi alle Torri Gemelle dell'11 settembre, interpreta Allison Jimeno, moglie di Will Jimeno. Il film riceve recensioni positive a livello internazionale e guadagna 162 milioni di dollari.
Per la sua interpretazione nel film SherryBaby, nei panni di una giovane ladra tossicodipendente che cerca di mettere in ordine la sua vita dopo la prigione per ricongiungersi con la figlia, riceve la sua seconda nomination ai Golden Globe e vince il premio di migliore attrice allo Stockholm International Film Festival. Nel 2008 sostituisce Katie Holmes nel ruolo di Rachel Dawes in Il cavaliere oscuro, sequel di Batman Begins. Il film ottiene un grandissimo successo e diventa il quarto film con il maggiore incasso di tutti i tempi.
Nel 2009, a New York, recita in Zio Vanja di Anton Čechov nel ruolo di Yelena, a fianco di Peter Sarsgaard, Mamie Gummer, Denis O'Hare e George Morfogen. Lo spettacolo, diretto da Austin Pendleton, ha inizio il 17 gennaio e termina il 1º marzo.
Nello stesso anno, interpreta una giornalista, Jean Craddock, che si innamora del musicista Bad Blake, impersonificato da Jeff Bridges in Crazy Heart. La sua acclamata performance le fa guadagnare una nomination al Premio Oscar come migliore attrice non protagonista.
Nel 2010, appare in Tata Matilda e il grande botto, sequel di Nanny McPhee - Tata Matilda del 2005, dove utilizza un accento inglese, necessario per il ruolo interpretato. Nel 2011 reciterà ancora a teatro in Tre sorelle un'altra opera di Anton Čechov.
Oltre alla sua carriera cinematografica e teatrale, è stata modella per Miu Miu, Reebok e Agent Provocateur.
Nel 2014 è la protagonista della serie tv The Honourable Woman. Dal 2017 al 2019 è la protagonista delle tre stagioni della serie TV The Deuce - La via del porno.
Nel 2021 presenta alla Mostra internazionale d'arte cinematografica di Venezia La figlia oscura, suo primo lavoro da regista tratto dall'omonimo romanzo di Elena Ferrante, per il quale vince il Premio Osella per la migliore sceneggiatura.

## Vita privata

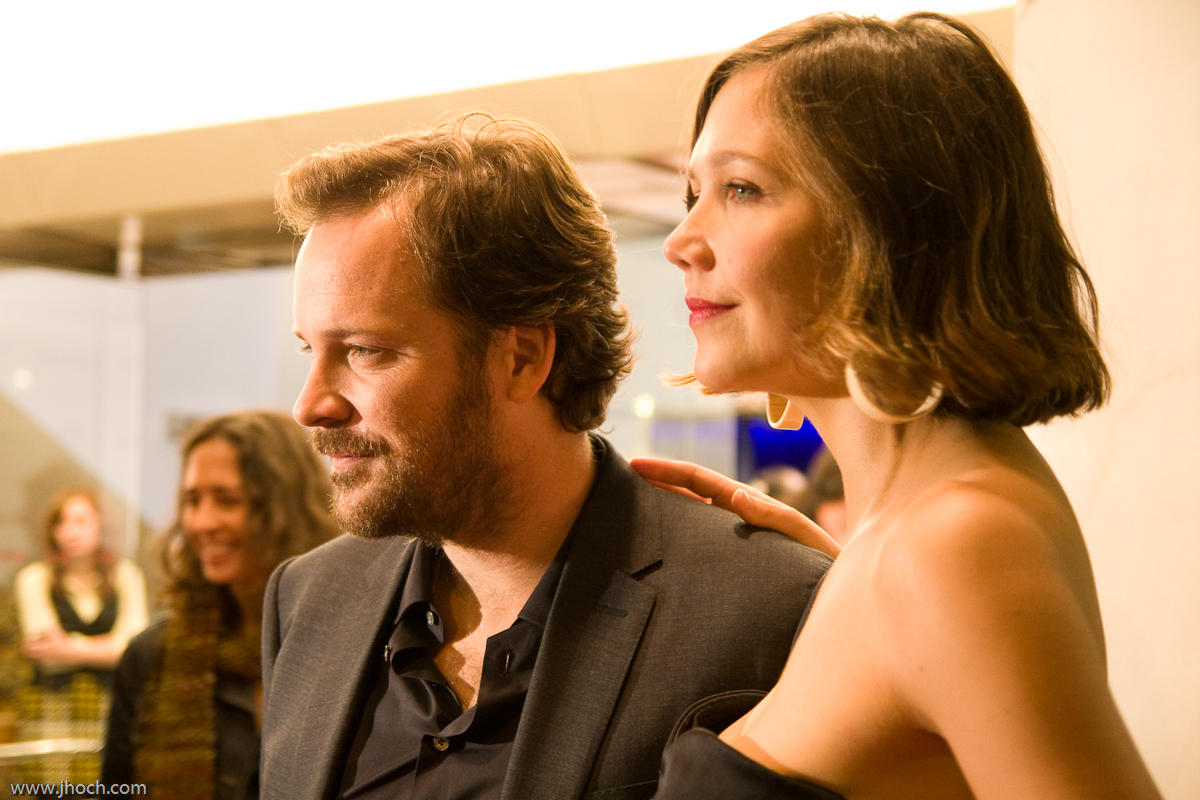
L'attrice insieme al marito Peter Sarsgaard

Nel 2002 intraprende una relazione con l'attore Peter Sarsgaard, amico del fratello Jake. Nell'aprile del 2006 annunciano il fidanzamento e il 3 ottobre nasce la loro primogenita, Ramona. Il 2 maggio 2009 i due convolano a nozze a Brindisi, in Italia. Nel novembre 2011 annunciano di essere in attesa della seconda figlia, Gloria Ray, nata il 19 aprile 2012.
Alla diciottesima edizione degli Independent Spirit Awards, si esprime contro la guerra in Iraq definendo l'ingresso in guerra solo un motivo di "petrolio e imperialismo". Partecipa anche alla campagna lanciata da Robert Greenwald "Artists United to Win Without War" con l'obiettivo di nuove proposte e opposizione alla guerra in Iraq. Nel 2004 filma, insieme con il fratello, un messaggio pubblicitario per "Rock the Vote" e visita il campus della University of Southern California per incoraggiare gli studenti a votare alle elezioni presidenziali, nelle quali sostiene il candidato John Kerry.
Nel 2005, durante un'intervista al Tribeca Film Festival, fa scalpore la sua dichiarazione: "Penso che l'America abbia agito con azioni condannabili e che sia responsabile in qualche modo..." in riferimento agli attacchi terroristici alle Torri Gemelle dell'11 settembre. In seguito, si dichiara dispiaciuta per i suoi commenti e sottolinea la sua ammirazione per le persone che hanno salvato vite durante gli attacchi.
Nel 2008 supporta Barack Obama nelle elezioni presidenziali.
Sostiene la campagna American Civil Liberties Union (ACLU), a cui tutta la sua famiglia è molto legata, e supporta l'organizzazione no-profit Witness che, attraverso video e internet, denuncia le violazioni dei diritti umani. Aiuta a raccogliere fondi per TrickleUp.org, un'organizzazione no-profit che aiuta le persone meno abbienti a creare delle piccole imprese. Nell'ottobre del 2008 ha presentato una sfilata chiamata "Fashionably Natural" che esibiva solamente abiti creati con materiali naturali.

## Filmografia

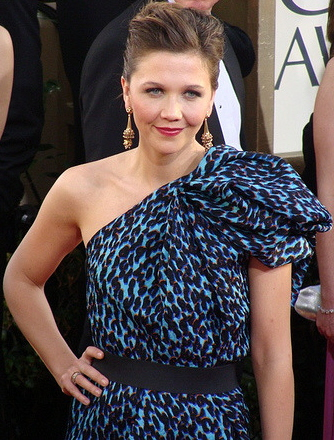
Maggie Gyllenhaal ai Golden Globe 2009

### Attrice

#### Cinema
- Waterland - Memorie d'amore (Waterland), regia di Stephen Gyllenhaal (1992)
- Dangerous Woman - Una donna pericolosa (A Dangerous Woman), regia di Stephen Gyllenhaal (1993)
- Homegrown - I piantasoldi (Homegrown), regia di Stephen Gyllenhaal (1998)
- The Photographer, regia di Jeremy Stein (2000)
- A morte Hollywood (Cecil B. DeMented), regia di John Waters (2000)
- Donnie Darko, regia di Richard Kelly (2001)
- I ragazzi della mia vita (Riding in Cars with Boys), regia di Penny Marshall (2001)
- Secretary, regia di Steven Shainberg (2002)
- 40 giorni & 40 notti (40 Days and 40 Nights), regia di Michael Lehmann (2002)
- Il ladro di orchidee (Adaptation.), regia di Spike Jonze (2002)
- Confessioni di una mente pericolosa (Confessions of a Dangerous Mind), regia di George Clooney (2002)
- Casa de los babys, regia di John Sayles (2003)
- Mona Lisa Smile, regia di Mike Newell (2003)
- The Pornographer: A Love Story, regia di Alan Wade (2004)
- Criminal, regia di Gregory Jacobs (2004)
- Happy Endings, regia di Don Roos (2005)
- Un anno dopo (The Great New Wonderful), regia di Danny Leiner (2005)
- Uomini & donne (Trust the Man), regia di Bart Freundlich (2006)
- SherryBaby, regia di Laurie Collyer (2006)
- Paris, je t'aime, regia di Olivier Assayas (2006)
- World Trade Center, regia di Oliver Stone (2006)
- Vero come la finzione (Stranger Than Fiction), regia di Marc Forster (2006)
- High Falls, regia di Andrew Zuckerman - cortometraggio (2007)
- Il cavaliere oscuro (The Dark Knight), regia di Christopher Nolan (2008)
- American Life (Away We Go), regia di Sam Mendes (2009)
- Crazy Heart, regia di Scott Cooper (2009)
- Tata Matilda e il grande botto (Nanny McPhee and the Big Bang), regia di Susanna White (2010)
- Hysteria, regia di Tanya Wexler (2011)
- Una scuola per Malia (Won't Back Down), regia di Daniel Barnz (2012)
- Sotto assedio - White House Down (White House Down), regia di Roland Emmerich (2013)
- Frank, regia di Lenny Abrahamson (2014)
- Lontano da qui (The Kindergarten Teacher), regia di Sara Colangelo (2018)
- Best Summer Ever, regia di Michael Parks Randa, Lauren Smitelli (2020)

#### Televisione
- Shattered Mind, regia di Stephen Gyllenhaal - film TV (1996)
- Un miracolo anche per me, regia di Stephen Gyllenhaal - film TV (1998)
- Resurrection, regia di Stephen Gyllenhaal - film TV (1999)
- Shake, Rattle and Roll: An American Love Story, regia di Mike Robe - film TV (1999)
- Strip Search - Qualcosa avverrà, regia di Sidney Lumet - film TV (2004)
- The Honourable Woman, regia di Hugo Blick - miniserie TV (2014)
- The Deuce - La via del porno (The Deuce) – serie TV, 25 episodi (2017-2019)

### Doppiatrice
- Monster House, regia di Gil Kenan (2006)

### Produttrice
- The Deuce - La via del porno – serie TV, 25 episodi (2017-2019)
- Lontano da qui (The Kindergarten Teacher), regia di Sara Colangelo (2018)
- La figlia oscura (The Lost Daughter), regia di Maggie Gyllenhaal (2021)

### Regista e sceneggiatrice
- La figlia oscura (The Lost Daughter) (2021)

## Premi e riconoscimenti
Premi Oscar
- 2010 – Candidatura alla miglior attrice non protagonista per Crazy Heart
- 2022 – Candidatura alla migliore sceneggiatura non originale per La figlia oscura

Golden Globe
- 2003 – Candidatura alla migliore attrice in un film commedia o musicale per Secretary
- 2007 – Candidatura alla migliore attrice in un film drammatico per SherryBaby
- 2015 – Miglior attrice in una mini-serie o film per la televisione per The Honourable Woman
- 2018 – Candidatura alla migliore attrice in una serie drammatica per The Deuce - La via del porno
- 2022 – Candidatura al miglior regista per La figlia oscura[60]

Premio Emmy
- 2015 – Candidatura alla miglior attrice protagonista in una miniserie o film per The Honourable Woman

Satellite Awards
- 2003 – Candidatura alla miglior attrice in un film commedia o musicale per Secretary
- 2006 – Candidatura alla miglior attrice in un film drammatico per SherryBaby
- 2015 – Candidatura alla miglior attrice in una mini-serie o film per la televisione per The Honourable Woman
- 2022 – Candidatura al miglior film drammatico per La figlia oscura
- 2022 – Candidatura alla miglior sceneggiatura non originale per La figlia oscura

Screen Actors Guild Awards
- 2015 – Candidatura alla migliore attrice in una miniserie o film per la televisione per The Honourable Woman

Mostra internazionale d'arte cinematografica di Venezia
- 2021 – Premio Osella per la migliore sceneggiatura per La figlia oscura

Boston Society of Film Critics Awards
- 2002 – Miglior attrice per Secretary
- 2021 – Miglior regista esordiente per La figlia oscura

Gotham Awards
- 2002 – Miglior interprete emergente per Secretary
- 2021 – Miglior film per La figlia oscura
- 2021 – Miglior regista emergente per La figlia oscura
- 2021 – Miglior sceneggiatura per La figlia oscura

National Board of Review of Motion Pictures Awards
- 2002 – Miglior performance rivelazione femminile per Secretary

Central Ohio Film Critics Association Awards
- 2003 – Miglior attrice per Secretary

Chicago Film Critics Association Awards
- 2003 – Miglior performance rivelazione per Il ladro di orchidee, Confessioni di una mente pericolosa e Secretary
- 2006 – Candidatura alla migliore attrice per SherryBaby
- 2021 – Candidatura alla migliore sceneggiatura non originale per La figlia oscura
- 2021 – Candidatura al miglior regista rivelazione per La figlia oscura

Directors Guild of America Award
- 2021 – Migliore regista esordiente per La figlia oscura

Chlotrudis Awards
- 2003 – Candidatura alla miglior attrice per Secretary

Fantasporto
- 2003 – Miglior attrice della settimana dei registi per Secretary

Florida Film Critics Circle Awards
- 2003 – Miglior attrice (Pauline Kael Breakout Award) per Secretary
- 2021 – Candidatura al miglior primo film per La figlia oscura

Independent Spirit Awards
- 2003 – Candidatura alla migliore attrice protagonista per Secretary
- 2006 – Candidatura alla migliore attrice non protagonista per Happy Endings
- 2022 – Candidatura al miglior film per La figlia oscura
- 2022 – Candidatura al miglior regista per La figlia oscura
- 2022 – Candidatura alla miglior sceneggiatura per La figlia oscura

MTV Movie Awards
- 2003 – Candidatura alla miglior performance rivelazione femminile per Secretary

Online Film Critics Society Awards
- 2003 – Miglior performance rivelazione per Secretary
- 2003 – Candidatura alla miglior attrice per Secretary

Paris Film Festival
- 2003 – Miglior attrice per Secretary

Phoenix Film Critics Society Awards
- 2003 – Candidatura alla miglior attrice protagonista per Secretary
- 2003 – Candidatura al miglior esordiente per Secretary

Empire Awards
- 2004 – Candidatura alla migliore attrice per Secretary

Karlovy Vary International Film Festival
- 2006 – Migliore attrice per SherryBaby

Stockholm Film Festival
- 2006 – Migliore attrice per SherryBaby

Saturn Awards
- 2007 – Candidatura alla migliore attrice per Vero come la finzione
- 2009 – Candidatura alla migliore attrice per Il cavaliere oscuro

Annie Awards
- 2007 – Candidatura alla miglior doppiatrice per Monster House

Milan International Film Festival
- 2007 – Migliore attrice per SherryBaby

Prism Awards
- 2007 - Miglior performance per SherryBaby

London Critics Circle Film Awards
- 2008 – Candidatura all'attrice dell'anno per SherryBaby
- 2022 – Candidatura al film dell'anno per La figlia oscura
- 2022 – Candidatura allo sceneggiatore dell'anno per La figlia oscura

Critics' Choice Movie Awards
- 2009 – Candidatura al miglior cast per Il cavaliere oscuro
- 2022 – Candidatura alla miglior sceneggiatura non originale per La figlia oscura

People's Choice Awards
- 2009 – Cast preferito per Il cavaliere oscuro

## Doppiatrici italiane
Nelle versioni in italiano dei suoi film, Maggie Gyllenhaal è stata doppiata da:
- Tiziana Avarista in Secretary, Vero come la finzione, Il cavaliere oscuro, American Life, Sotto assedio - White House Down, Lontano da qui
- Rossella Acerbo in Confessioni di una mente pericolosa, 40 giorni & 40 notti, Il ladro di orchidee, World Trade Center
- Domitilla D'Amico in Donnie Darko, Strip Search - Qualcosa avverrà, Uomini & donne
- Antonella Baldini in Mona Lisa Smile, Crazy Heart
- Francesca Fiorentini in Tata Matilda e il grande botto, Hysteria
- Barbara De Bortoli in The Honourable Woman, The Deuce - La via del porno
- Valentina Mari in A morte Hollywood
- Georgia Lepore in Criminal
- Federica Bomba in Happy Endings
- Federica De Bortoli in Una scuola per Malia
- Emilia Costa in Frank

Da doppiatrice è sostituita da:
- Perla Liberatori in Monster House